# Сулашево
Сулашево (пол. Sułaszewo, нім. Sulaschewo) — село в Польщі, у гміні Марґонін Ходзезького повіту Великопольського воєводства.
Населення — 67 осіб (2011).
У 1975-1998 роках село належало до Пільського воєводства.

## Демографія
Демографічна структура станом на 31 березня 2011 року:
|          | Загалом | Допрацездатний вік | Працездатний вік | Постпрацездатний вік |
| -------- | ------- | ------------------ | ---------------- | -------------------- |
| Чоловіки | 32      | 6                  | 23               | 3                    |
| Жінки    | 35      | 9                  | 19               | 7                    |
| Разом    | 67      | 15                 | 42               | 10                   |